# Сорок-Сайдак
Сорок-Сайдак (тат. Кырык-Садак) — село (авыл) в Буинском районе Татарстана на реке Карла вблизи границы с Чувашией. Административный центр Сорок-Сайдакского сельского поселения.

## Название
По легенде был назван в честь военных действий, которые происходили во время обороны Казанского ханства, 40 лучниками, его окружают вековые сосны и ели, старинные татарские избы с расписными заборами, в центре расположена мечеть. Раньше здесь жили купцы, имамы и ханские летописцы, один из древних родов этой деревни — род Шаги-Ахмета. Он был имамом этого авыла очень долгое время одновременно и самым грамотным человеком. Жили здесь и его предки: татарский хан Биккол, Рынай, Борнай и многие другие воины ханши Сююмбике. 

## История
В 1670 году около деревни прошёл бой между правительственным войсками князя Барятинского и сторонниками Разина, которыми руководил Байдул Искеев
Князь Барятинский с боями шёл на Симбирск. 23 сентября (3 октября) произошёл бой у реки Карлы, 24 сентября (4 октября), после переправы через реку, князь вступил в бой у татарской деревни Крысадаки, 27 сентября (7 октября) под мордовской деревней Поклоуш. 
В 1780 году, при создании Симбирского наместничества, деревня Сорока Сайдак, крещеных татар, служилых татар, тут же служилых татар, крещеных татар, вошла в состав Буинского уезда.
На 1859 год рядом с деревней Сорока-Сайдаки, лашманых крестьян, был хутор Сорока-Сайдаковский, которые входили в состав Буинского уезда Симбирской губернии, имелась мечеть.
В «Списке населенных мест по сведениям 1859 года», изданном в 1863 году, населённый пункт упомянут как лашманская деревня Сорока-Сайдаки 2-го стана Буинского уезда Симбирской губернии. Располагалась на правом берегу реки Карлы, между Алатырским и Курмышским коммерческими трактами, в 31 версте от уездного города Буинска и в 22 верстах от становой квартиры в удельной деревне Шихарданы. В деревне, в 60 дворах проживали 596 человек (296 мужчин и 300 женщин), была мечеть.

## Население
В 1780 году в деревне жило 121 ревизских душ.
В 1859 году — 296 муж. и 300 жен.;

## Достопримечательности
Рядом с деревней расположены остатки старого Карлинского вала. В XVI—XVII веках «Карлинский вал» представлял собой систему оборонительных сооружений, защищавших регион от кочевых набегов.